# Гніванська міська територіальна громада
Гніванська міська громада —  міська територіальна громада в Україні, у Вінницькому районі Вінницької області. Адміністративний центр — місто Гнівань.
Населення - 18 834 чол., з них: міське - 12 330 чол., сільське - 6504 чол.
Утворена 22 листопада 2016 року шляхом об'єднання Демидівської сільської ради та Гніванської міської ради Тиврівського району.  
25 жовтня 2020 року до громади приєднано Селищенську, Ворошилівську та Потоківську сільської ради. 
Утворено 4 старостинські округи.

## Населені пункти
До складу громади входять 1 місто (Гнівань) і 10 сіл (Борсків, Ворошилівка, Грижинці, Демидівка, Маянів, Могилівка, Потоки, Рижавка, Селище, Урожайне).